# Suzanne Grégoire-Cloes
Suzanne Nelly Barbe Grégoire-Cloes (Geraardsbergen, 21 januari 1906 – Brussel, 18 december 1982) was een Belgisch volksvertegenwoordiger.

## Levensloop
Suzanne Grégoire groeide op in een socialistische familie. Haar vader was arbeider in de Luikse rubber- en bandenfabrikant Englebert en leidde er als syndicaal leider in 1913 een staking ten gunste van het algemeen stemrecht. Haar moeder was actief bij de Socialistische Vooruitziende Vrouwen en militeerde vervolgens voor het Mondiaal Vrouwencomité voor de Vrede, gelieerd aan de communistische partij. In 1924 sloot hij zich aan bij de Kommunistische Partij van België (PCB). Ze trouwde met N. Cloes, van wie ze later scheidde. Na de Tweede Wereldoorlog leefde ze samen met Henri Heyndels, zoon van de communistische senator Isidore Heyndels (tijdens de oorlog gestorven in een concentratiekamp).

### Politiek engagement
Na haar lagere school ging Grégoire als naaister in opleiding aan de slag in een confectieatelier. Daarna werd ze boorder-frezer in de wapenfabriek FN Herstal. In 1934 werd ze lid van de communistische partij. Ze werd politiek secretaris van de communistische afdeling in Herstal, verantwoordelijk voor de vrouwenwerking en het syndicaal beleid en lid van het federaal comité van de PCB in het arrondissement Luik. In augustus 1934 werd ze door de partij afgevaardigd naar het internationaal congres van het Mondiaal Vrouwencomité in Parijs. Ze speelde een belangrijke rol in de verbreding van de partij naar jongeren en arbeiders, die in 1935 was afgestapt van haar sektarische koers. Om die reden werd ze in oktober 1935 naar de Internationale Leninistische School in Moskou gestuurd, waar ze tot december 1936 een opleiding volgde. Ook was Grégoire zeer actief in de bijstand aan de Spaanse republikeinen. In 1939 werd ze verkozen in het Centraal Comité van de PCB. Ze bleef er zetelen tot in 1951 en van 1938 tot 1946 was ze eveneens gemeenteraadslid van Herstal.

### Tijdens de oorlog
Tijdens de Schemeroorlog (de periode voor de Duitse inval in België, Nederland, Luxemburg en Frankrijk) was Grégoire verbindingsagent tussen de verschillende Franstalige federaties van de PCB. Vanaf de Duitse bezetting van België zette ze in 1941 hulpcomités op ten behoeve van werklozen en andere noodlijdenden, die een voorloper waren van het latere verbond van vrouwen en moeders van krijgsgevangenen, die openbare manifestaties hielden. Ze was betrokken bij de organisatie van de staking der 100.000 in Luik. Als nationaal verantwoordelijke van de vrouwenwerking van de communisten lanceerde ze het clandestiene orgaan La Voix des Femmes, dat van 1941 tot 1943 werd gepubliceerd. Eind 1942 werd Grégoire politiek secretaris van de Brusselse federatie van de PCB. Ze was actief in het verzet en maakte deel uit van de partizanen binnen het Onafhankelijkheidsfront tot ze in maart 1943 door de Gestapo werd opgepakt. Eerst werd Grégoire naar het concentratiekamp van Vught in Nederland gedeporteerd, daarna werd ze naar Ravensbrück gevoerd, waar ze in april 1945 werd bevrijd. Vervolgens reisde ze via Zweden terug naar België. Grégoire weigerde mee te gaan met een repatriëringskonvooi, uit protest tegen de beslissing om gedeporteerde Joodse vrouwen uit België naar hun land van herkomst te brengen. 

### Na de oorlog
Terug in België hernam ze haar activiteiten binnen de communistische partij en vestigde zich in Schaarbeek. In 1946 werd ze verkozen tot communistisch volksvertegenwoordiger voor het arrondissement Brussel. Ze oefende dit mandaat uit tot in 1949 en was in de Kamer een actief parlementslid dat zich in het bijzonder inzette voor vrouwen- en kinderbeleid. Ze ondertekende diverse wetsvoorstellen, waaronder een voorstel om het vrouwenstemrecht in te voeren, dat ze in januari 1948 indiende samen met de socialiste Isabelle Blume-Grégoire en de christendemocrate Marguerite De Riemaecker-Legot, de andere twee vrouwelijke leden van de Kamer.
In die periode stelde ze vergeefs voor om de vrouwenwerkingen af te schaffen en de vrouwen gewoon in de partijgeledingen, samen met de mannen, in te schakelen en de eisen van feministische organisaties in het partijprogramma van de PCB in te schrijven. Hierdoor kwam Grégoire in conflict met de partijleiding en moest ze in maart 1947 haar functie als nationaal verantwoordelijke van de vrouwenwerking afstaan. Vervolgens kreeg ze door de Brusselse federatie een functie toegewezen op de propaganda-afdeling. Een jaar later werd ze door het politiek bureau van de PCB niet weerhouden als kandidaat-lid voor het Centraal Comité, maar niettemin werd ze door het partijcongres herkozen in dit orgaan, hetgeen aantoonde dat Grégoire nog steeds een sterke invloed had in de partij. Op het volgende congres in 1951 werd Grégoire initieel opnieuw in het Centraal Comité verkozen, maar het politiek bureau stak hier een stokje voor door haar verkiezing ongeldig te verklaren, onder het mom dat een technische fout aan de basis lag van haar herverkiezing. Toch Grégoire bleef als basismilitante aan de partij verbonden.
Bij de wetgevende verkiezingen van 1949 was Grégoire kandidaat op de Brusselse Senaatslijst van de PCB, maar door de grote achteruitgang van haar partij werd ze niet herkozen. Het jaar nadien ging ze als secretaresse aan de slag op de administratiedienst van de communistische partijkrant Le Drapeau Rouge. Van 1952 tot 1958 was Grégoire gemeenteraadslid van Schaarbeek. Van 1954 tot 1970 werkte ze als secretaresse voor de Internationale Vereniging voor Democratische Juristen, een ngo die linkse juridische organisaties wereldwijd met elkaar verbindt.
In 1966 steunde ze zeer actief de langdurige staking van de vrouwen in de Fabrique Nationale van Herstal, waar 3.000 arbeidsters een gelijk loon eisten met dat van de mannen. Ze werd penningmeester van het comité Gelijk werk, gelijk loon.
In 2008 besliste de gemeenteraad van Herstal een straat naar haar te noemen.

## Voetnoten
1. ↑  (fr) Gotovitch, José (13 januari 2020). GRÉGOIRE Suzanne, Nelly, Barbe, épouse CLOES. Pseudonymes : Jeanine Mour à Moscou, Vincent en Belgique sous l’Occupation allemande.. Le Maitron (Maitron/Editions de l'Atelier: Paris).